# Fort Kent
Fort Kent település Aroostook megyében, Maine államban, az Amerikai Egyesült Államok északkeleti részén, a kanadai határ közelében. Jelentős turistaközpont, az ország egyik legfontosabb sílövő centruma.

## Története
Fort Kentet kanadai franciák alapították. A 19. században, 1838 és 1839 között birtoklása körül heves viták folytak az Egyesült Államok és Anglia között. Mindkét részről csapatokat vonultattak fel, s az amerikai oldalon ekkor építették a ma is fennálló erődítményt, illetve laktanyául szolgáló rönkházat. Az összecsapást azonban sikerült tárgyalásokkal elkerülni, s ma a város élénk forgalmú határállomás, ahonnan az út északra a Szent Lőrinc-folyó torkolatvidékéhez, illetve Québechez vezet.

## Látnivalók

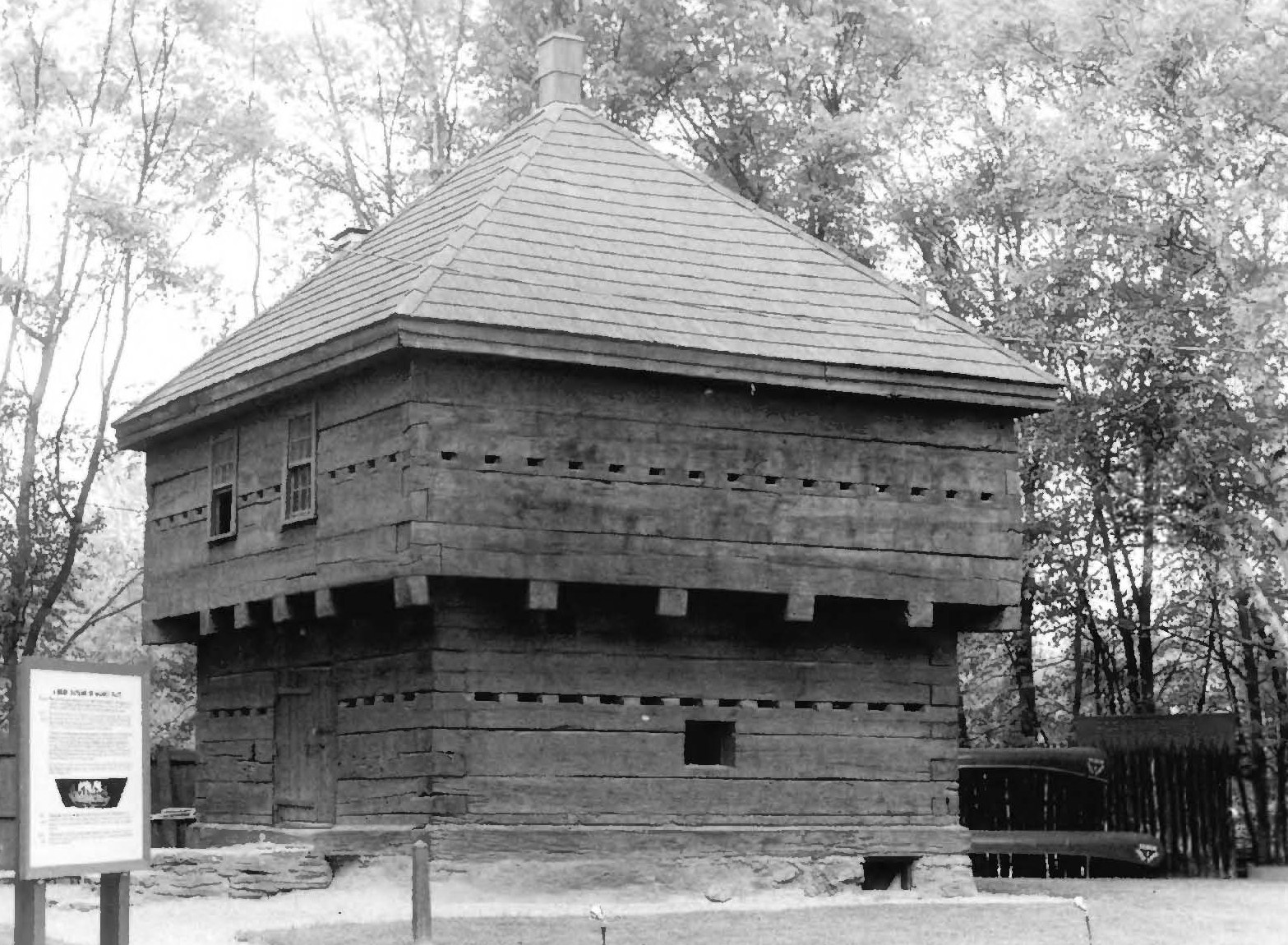
Az erőd 1973-ban

- Az erőd a várostól délnyugati irányban található, 1973-óta sorolják a nemzeti történelmi helyszínekhez, ezáltal fokozott védelmet élvez.